# Musement
Musement es una plataforma en línea para la reserva de actividades, visitas, museos, espectáculos y eventos artísticos que se lanzó en marzo de 2013, un servicio inicialmente centrado en Europa y que luego se expandió progresivamente al resto del mundo. Musement agrega actividades y entradas de terceros para que los usuarios reserven en línea. Los proveedores de tours tienen acceso para subir y administrar diversas actividades a través de la plataforma. Las actividades y tours de la compañía están disponibles a través del sitio web, iOS y Android. Una vez que un cliente reserva una actividad, recibe un cupón digital o billete electrónico para la reserva que puede guardar en su dispositivo o imprimir. La compañía tiene cuatro competidores principales en este mercado, Viator (adquirida por TripAdvisor), GetYourGuide, la startup con sede en Berlín, Klook, startup con sede en Hong Kong, y Peek.com, una startup con sede en los EE. UU. La sede central se encuentra en Milán.

## Historia
Fundada a mediados de 2013, Musement es una start-up italiana que obtuvo financiación de 360 Capital Partners (que previamente habían invertido en YOOX, MutuiOnline), Italian Angels for Growth y otros inversores en septiembre de 2013.

## Fondos
En julio de 2016, Musement recaudó $ 10 millones en fondos de la Serie B. Musement adquirió Triposo en octubre de 2017.